# ジェイク・シャッツ
ジェイク・シャッツ（Jake Schatz、1990年7月25日 - ）は、トップイーストリーグDiv.1東京ガスラグビー部に所属するラグビーユニオン選手。

## プロフィール
- オーストラリア・ スプリングウッド出身[1]。
- ポジションはナンバーエイト(No8)。
- 身長 192cm、体重 111kg[2]
- U20オーストラリア代表に選ばれたことがある。
- オーストラリア代表キャップは2。（2020年2月現在）

## 略歴
レッズ、ブリスベン・シティー、レベルズ、ロンドン・アイリッシュを経て、2019年11月、サンウルブズの2020シーズンスコッドに選ばれた。
翌2020年1月、森谷圭介と共にサンウルブズの共同主将に就任。同年、東京ガスラグビー部に加入。